# Roya
Roya (fr.), Roia (wł.) – rzeka w Alpach Liguryjskich, na pograniczu Francji (departament Alpy Nadmorskie) i Włoch (prowincja Imperia), dopływ Morza Liguryjskiego.
Źródła rzeki znajdują się na terytorium Francji, na południowym zboczu przełęczy Tende, na wysokości około 1850 m n.p.m. Rzeka płynie w kierunku południowym, w dolnym biegu przekracza granicę włoską. W mieście Ventimiglia uchodzi do Morza Liguryjskiego. Długość rzeki wynosi 59 lub 60 km, z czego 40 km znajduje się w granicach Francji.